# Uliana Pernazza
Uliana Pernazza, née le 2 janvier 1959 à Rome, est une médailleuse italienne. 

## Biographie
Uliana Pernazza a gravé le set de pièces en euro du Vatican sculpté par Guido Veroi ayant pour motif le buste du pape Jean-Paul II (2002-2005).
Uliana Pernazza a également conçu la pièce de 2 euro commémorative 2004 italienne à l'occasion du 50e anniversaire du Programme alimentaire mondial.